# Parafia Narodzenia Najświętszej Maryi Panny w Kaliszu
Parafia Narodzenia Najświętszej Maryi Panny w Kaliszu – rzymskokatolicka  parafia w dekanacie Kalisz II. Erygowana w roku 1989. Mieści się przy ulicy Beskidzkiej. Duszpasterstwo prowadzą w niej księża diecezjalni.